# Heterophleps violescens
Heterophleps violescens är en fjärilsart som beskrevs av Alfred Ernest Wileman 1911. Heterophleps violescens ingår i släktet Heterophleps och familjen mätare. Inga underarter finns listade i Catalogue of Life.